# Nemzeti Bajnokság 1907/08
Die Nemzeti Bajnokság 1907/08 war die siebente Spielzeit in der Geschichte der höchsten ungarischen Fußballliga. Vor Saisonbeginn wurde die Anzahl der Mannschaften auf neun erhöht, nachdem Budapesti TC wieder teilgenommen hatte. Meister wurde zum zweiten Mal MTK Budapest.

## Osztályú Bajnokság
An der Meisterschaft konnten nur Mannschaften aus Budapest teilnehmen.

## Modus
Die Saison wurde mit Hin- und Rückspielen ausgetragen. Für einen Sieg gab es zwei Punkte, für ein Unentschieden einen und für eine Niederlage keinen Punkt. Die beiden Letztplatzierten bestritten ein Relegationsspiel gegen die beiden Erstplatzierten der zweiten Liga. Bei Unentschieden blieb der Erstligist in der Liga.

### Abschlusstabelle
| Pl. | Verein                   | Sp. | S  | U | N  | Tore    | Quote | Punkte |
| --- | ------------------------ | --- | -- | - | -- | ------- | ----- | ------ |
| 1.  | MTK Budapest             | 16  | 12 | 4 | 0  | 045:150 | 3,00  | 28:40  |
| 2.  | Ferencváros Budapest (M) | 16  | 11 | 3 | 2  | 062:270 | 2,30  | 25:70  |
| 3.  | Magyar AC Budapest       | 16  | 11 | 2 | 3  | 083:200 | 4,15  | 24:80  |
| 4.  | Újpest Budapest          | 16  | 8  | 2 | 6  | 020:270 | 0,74  | 18:14  |
| 5.  | Törekvés SE (N)          | 16  | 6  | 2 | 8  | 025:470 | 0,53  | 14:18  |
| 6.  | Budapesti TC (N)         | 16  | 5  | 3 | 8  | 048:270 | 1,78  | 13:19  |
| 7.  | Fővárosi TC              | 16  | 4  | 2 | 10 | 026:480 | 0,54  | 10:22  |
| 8.  | Budapesti AK             | 16  | 4  | 2 | 10 | 024:510 | 0,47  | 10:22  |
| 9.  | Typographia SC           | 16  | 1  | 0 | 15 | 011:820 | 0,13  | 02:30  |

Platzierungskriterien: 1. Punkte – 2. Torquotient
| (M) | Ungarischer Meister der Vorsaison          |
| (N) | Neuaufsteiger aus der Nemzeti Bajnokság II |

### Kreuztabelle
Die Kreuztabelle stellt die Ergebnisse aller Spiele dieser Saison dar. Die Heimmannschaft ist in der linken Spalte, die Gastmannschaft in der oberen Zeile aufgelistet.
| 1907/08              | MTK   | FER   | MAC  | ÚJP   | TSE | BTC   | FTC   | BAK  | TYP  |
| -------------------- | ----- | ----- | ---- | ----- | --- | ----- | ----- | ---- | ---- |
| MTK Budapest         |       | 4:2   | 1:1  | 2:0   | 5:1 | 4:3   | +:- 1 | 7:0  | 5:0  |
| Ferencváros Budapest | 3:3   |       | 1:7  | 6:0   | 2:2 | 2:2   | 10:4  | 4:1  | 9:1  |
| Magyar AC Budapest   | 1:3   | 2:4   |      | 1:0   | 3:1 | 4:3   | 2:2   | 16:0 | 5:2  |
| Újpest Budapest      | 1:1   | 0:2   | 2:1  |       | 2:0 | 0:6   | 4:2   | 3:1  | 2:0  |
| Törekvés SE          | 1:4   | 0:6   | 0:8  | 1:1   |     | 3:2   | 2:6   | 0:1  | 1:0  |
| Budapesti TC         | 0:0   | 0:1   | 0:5  | -:+ 1 | 2:3 |       | 5:0   | 2:1  | 17:0 |
| Fővárosi TC          | 1:2   | 1:7   | 0:5  | 2:0   | 2:4 | +:- 1 |       | 0:4  | 1:2  |
| Budapesti AK         | 1:4   | 0:3   | 1:2  | 0:1   | 3:4 | 3:3   | 0:0   |      | 5:1  |
| Typographia SC       | -:+ 1 | -:+ 1 | 0:20 | 2:4   | 0:2 | 1:3   | 1:5   | 1:3  |      |

### Relegationsspiele
|                | Ergebnis |                |
| -------------- | -------- | -------------- |
| Typographia SC | 0:0      | 33 FC Budapest |
| Budapesti AK   | 2:1      | Nemzeti SC     |

Dadurch blieben Typographia SC und Budapesti AK in der Osztályú Bajnokság.

## Vidéki Bajnokság
Erstmals wurde eine Meisterschaft für Vereine außerhalb Budapests ausgetragen. Die Sieger der vier regionalen Gruppen waren Eperjesi TVE (Gruppe Nord), Győri ETO (Gruppe West), Kaposvári AVC (Gruppe Süd) und Kolozsvári KASK (Gruppe Ost). Eine Finalrunde der Gruppensieger kam nicht zustande.